# Louisville (Kentucky)
Louisville is de grootste stad in de staat Kentucky en de 66e stad van de Verenigde Staten. De nederzetting die uitgroeide tot de City of Louisville werd opgericht in 1778 door George Rogers Clark en is genoemd naar koning Lodewijk XVI van Frankrijk.

## Demografie
Van de bevolking is 14,6% ouder dan 65 jaar en bestaat voor 37,9% uit eenpersoonshuishoudens. De werkloosheid bedraagt 3,7% (cijfers volkstelling 2000).
Ongeveer 1,9% van de bevolking van Louisville bestaat uit hispanics en latino's, 33% is van Afrikaanse oorsprong en 1,4% van Aziatische oorsprong. Ongeveer 63% is van inheemse en Europese oorsprong.
Het aantal inwoners steeg van 256.231 in 2000 naar 741.096 in 2010 en naar 756.832 in 2013. Dit in verband met een fusie met het naburige Jefferson County. In 2019 steeg het aantal inwoners tot 766.757.

## Klimaat
In januari is de gemiddelde temperatuur −0,2 °C, in juli is dat 25,1 °C. Jaarlijks valt er gemiddeld 1127,5 mm neerslag (gegevens op basis van de meetperiode 1961-1990).

## Verkeer en vervoer
Bij Louisville ligt Louisville International Airport met aldaar de wereldwijde hub van UPS: Worldport. Louisville had een tramnet op 1524 mm (5 voet).

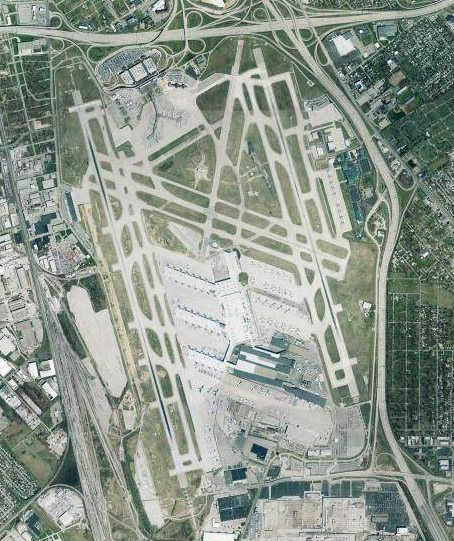
Louisville International Airport

## Bijzonderheden
- Jaarlijks wordt in Louisville de Kentucky Derby gehouden, een van bekendste paardenraces ter wereld.
- De wereldkampioenschappen veldrijden vonden hier in 2013 plaats.
- In deze stad werd de fastfoodketen Kentucky Fried Chicken (KFC) gesticht en bevindt zich het hoofdkantoor.

## Partnersteden
- Jiujiang (China)
- La Plata (Argentinië)
- Mainz (Duitsland)
- Montpellier (Frankrijk)
- Perm (Rusland)
- Quito (Ecuador)
- Tamale (Ghana)
- Leeds (Verenigd Koninkrijk)
- Adapazarı (Turkije)

## Bekende inwoners van Louisville

### Geboren
- Tod Browning (1880-1962), filmregisseur
- Billy Gilbert (1894-1971), acteur
- Irene Dunne (1898-1990), actrice
- Lionel Hampton (1908-2002), vibrafonist
- Victor Mature (1913-1999), acteur
- William Conrad (1920-1994), acteur, televisieregisseur
- Jimmy Raney (1927-1995), jazzgitarist
- Paul Hornung (1935-2020), Americanfootballspeler
- Mary Travers (1936-2009), zangeres (Peter, Paul and Mary)
- Hunter S. Thompson (1937-2005), schrijver, journalist
- Ned Beatty (1937-2021), acteur
- Joseph Byrd (1937), toetsenist en componist
- Sue Grafton (1940-2017), schrijfster
- Muhammad Ali (1942-2016), bokser
- Leo Burmester (1946-2007), acteur
- Rudy Rucker (1946), schrijver, computerwetenschapper
- Wes Unseld (1946-2020), basketballer
- Telma Hopkins (1948), actrice en zangeres
- Keno Don Rosa (1951), stripauteur
- Gus Van Sant (1952), filmregisseur, scenarist, fotograaf, auteur en muzikant
- James Horan (1954), acteur
- J. Smith-Cameron (1955), actrice
- Sean Young (1959), actrice
- Sean O'Bryan (1963), acteur en filmproducent
- Stephen Gaghan (1965), scenarioschrijver en filmregisseur
- Lucy Tyler-Sharman (1965), Australisch wielrenster
- Will Oldham (1970), singer-songwriter, acteur
- Keith Robinson (1976), acteur en r&b-zanger
- Andy Beshear (1977), gouverneur van Kentucky
- Josh Dallas (1978), acteur
- Jennifer Carpenter (1979), actrice
- Maggie Lawson (1980), actrice
- Jess Weixler (1981), actrice en scenarioschrijfster
- Caroline Burckle (1986), zwemster
- Rajon Rondo (1986), basketballer
- Andrew Farrell (1992), voetballer
- Bryson Tiller (1993), rapper, r&b-zanger
- Shamier Little (1995), Amerikaans atlete
- Jack Harlow (1998), rapper
- Brooke Forde (1999), zwemster

### Overleden
- Harland Sanders, beter bekend onder de naam Colonel Sanders (1890-1980), oprichter van fastfoodketen KFC

## Galerij

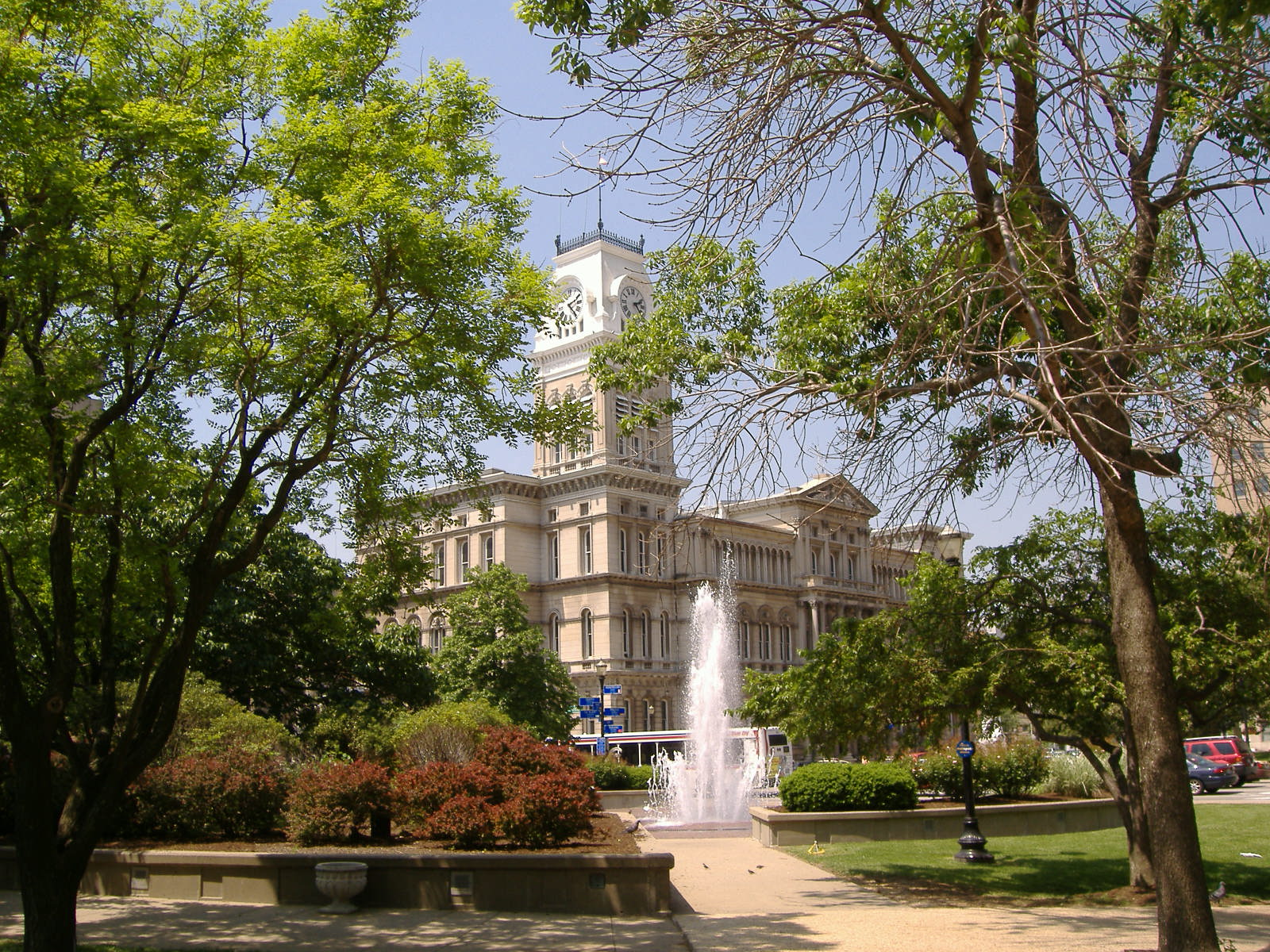
City Hall van Louisville
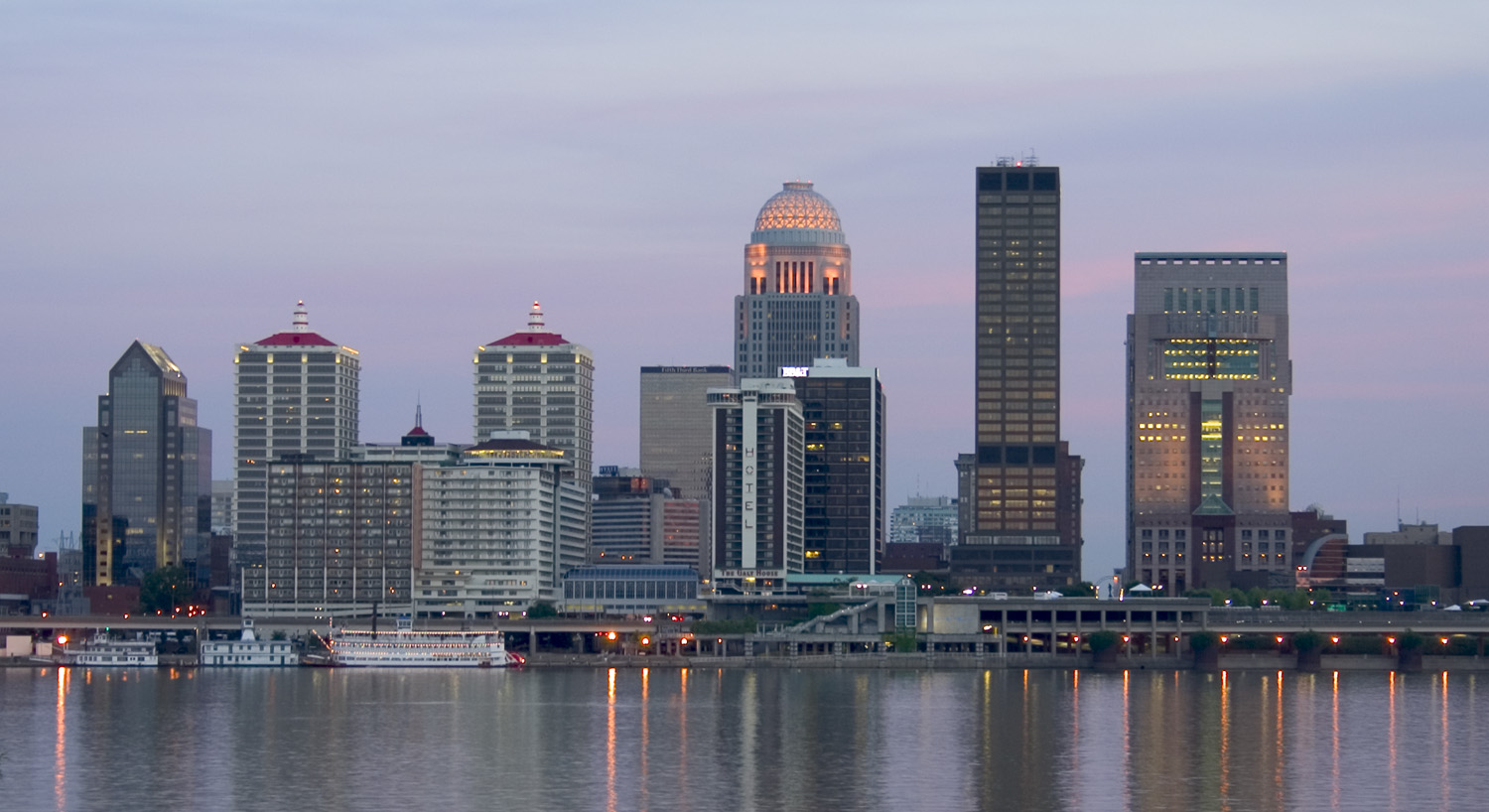
De skyline van Louisville met de rivier de Ohio
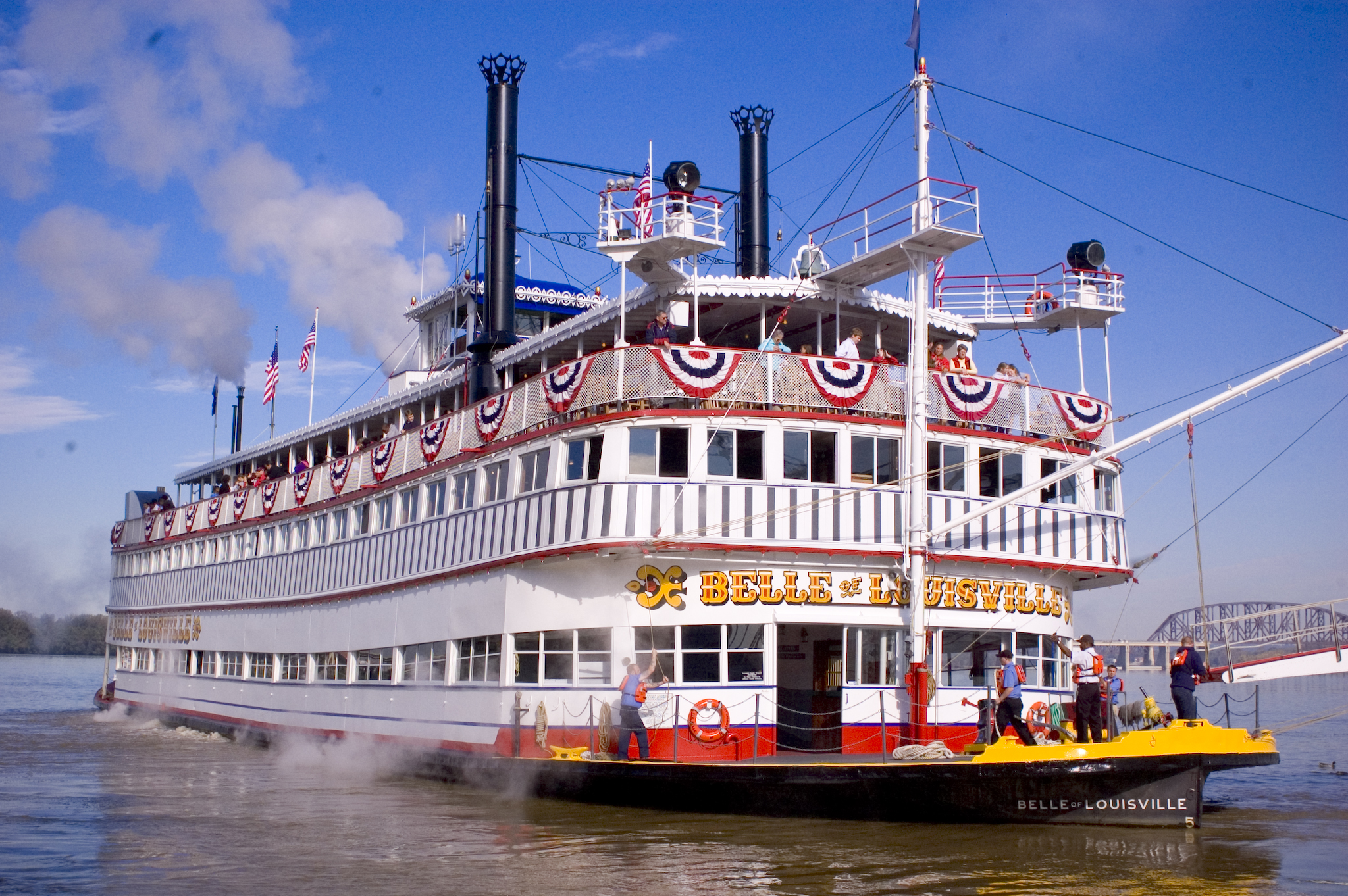
De Belle of Louisville